# 東萊城之戰
東萊城之戰是第一次朝鮮之役初期的一場戰鬥，發生在萬曆二十年/天正二十年（1592年）的陰曆四月十四。
釜山鎮之戰後，日軍攻陷釜山鎮，以該鎮為侵略朝鮮的橋頭堡。穩固其對釜山鎮的控制，日軍決定攻取釜山鎮以北數公里處的東萊城。而這座東萊城也是釜山鎮通往漢城的必經之路。
日軍的第一軍團在休息了一個晚上後，於是十四日清晨從釜山鎮出發，一個時辰後到達東萊城下。城內對日軍的突然到來措手不及，東萊府使宋象賢急至街上召集民兵，登城抗擊。梁山郡守趙英珪等人也糾集軍隊前來支援。
日軍將東萊城重重包圍。東萊城是一個近乎平地之處建起的城池，日軍便圍困東萊城，等待突襲部隊的到來。宋象賢親自登上城樓，擊打太鼓來激勵士氣。小西行長遣人致書於宋象賢，稱：「戰則戰矣，不戰則假道」，提出日軍要假道入明。宋象賢答覆稱：「戰死易，假道難」，嚴詞拒絕了這個要求。
十五日晚飯之後，小西行長率軍攻城，並下達生擒宋象賢、不可害他性命的命令。慶尚道左兵使李珏，得知日軍攻城，率慶尚道的援兵南下來到戰場，但由於畏敵，在戰場以北二十里處的善山（今龜尾市善山邑）紮營。
城內的朝鮮軍得不到支援，使用長木板作為盾牌，抵禦日軍火繩槍的攻擊。日軍架起梯子攻城，朝鮮軍用弓箭和瓦礫迎戰。日軍奮力登城，並在一個時辰內完全控制了東萊城。宋象賢、趙英珪巷戰而死。
李珏得知東萊城陷落的消息後，率軍逃離了戰場。日軍在東萊城進行大屠殺，並接收了城中的武器、兵糧、牛馬。小西行長在城中休養兩天，再度率兵北上。

## 腳註
1. ↑  『完訳フロイス日本史5 豊臣秀吉篇Ⅱ』第37章